# تقنية متساوية المركز

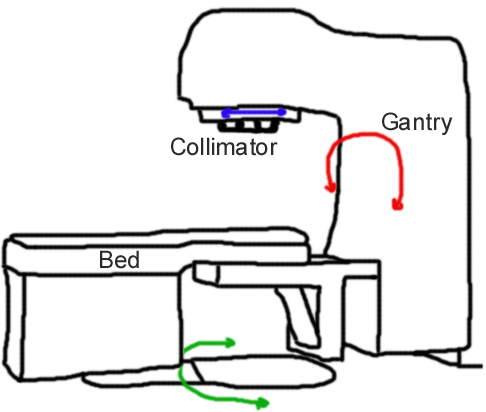
حركات اللينك: دوران جسري، تطور مواز، تأرجح السرير.

تقنية متساوية المركز هي تقنية يكون فيها جميع الحزم المستخدمة في العلاج الإشعاعي نقطة تركيز مشتركة، تعرف أيضًا باسم المركز المتساوي المركز. تتطلب تقنيات متساوي مركزية إعادة تموضع أقل للمريض حيث يمكن توصيل الترتيبات الميدانية المتعددة بحركات جسرية وحركة موازاة، مما يقلل من أوقات العلاج.

## تعريف
تُعرف نقطة التقاطع المثالية لمحور جسري للدوران مع نقطة الموازاة وجدول المعالجة بالمركز الميكانيكي.
من الناحية العملية، بسبب الوزن الثقيل والعيوب الميكانيكية للنظام، فإن مركز ايزوسنتر ليس نقطة واحدة ويتغير موقعه مع دوران الهزال أو الموازاة أو الأريكة. يؤدي هذا إلى شكوك صغيرة في تحديد موضع مركز متساوي المركز، عادة أقل من 2 ملليمتر.

## عمل
حركات معجل الجسيمات الخطية (أو اللينك) ثلاثية الأوجه:
1. يدور جسرية (مثل ذراع رافعة كبيرة).
2. اللف المواز في رأس الرافعة.
3. يتأرجح السرير على الأرض.

كل هذه الحركات في اللينك الحديث تحدث حول محور يمر عبر المركز المتساوي المركز. بهذه الطريقة، إذا تم تحريك مركز المنطقة المستهدفة في جسم المريض ليتزامن مع المركز المتوازن، فستبقى جميع حركات الآلة متمركزة على الهدف. بهذه الطريقة لن تتلقى المناطق غير المستهدفة سوى فترات قصيرة من الإشعاع، مما يقلل من الضرر الذي يلحق بها، بينما تتلقى المنطقة المستهدفة إشعاعًا ثابتًا.